# Aéroport des montagnes de Scandinavie
L'aéroport des montagnes de Scandinavie (code IATA : SCR • code OACI : ESKS), également appelé aéroport de Sälen /Trysil, est un aéroport ouvert fin 2019 dans la Dalécarlie en Suède près de la frontière norvégienne.
Il est le quatrième aéroport de Suède à tour de contrôle virtuelle, le contrôle aérien s'effectuant à distance, au centre de contrôle de Sundsvall et le premier au monde construit sans tour de contrôle.

## Description et situation
| \| 50 km1:2 974 000 \| Montagnes · Sälen Ängelholm–Helsingborg Åre Östersund Arvidsjaur Borlänge Gällivare Göteborg-Landvetter Hagfors Halmstad Hemavan Tärnaby Jönköping Kalmar Karlstad Kiruna Kramfors-Sollefteå Linköping Luleå Lycksele Malmö Mora-Siljan Norrköping Örnsköldsvik Örebro Pajala Ronneby Skellefteå Stockholm-Arlanda Stockholm-Bromma Stockholm-Skavsta Stockholm-Västerås Sundsvall-Timrå Sveg Torsby Trollhättan–Vänersborg Umeå Växjö Vilhelmina Visby |
| 50 km1:2 974 000 |

L’aéroport des montagnes de Scandinavie est destiné aux services réguliers et aux vols charter, visant principalement à attirer les touristes vers les stations de sports d’hiver de Sälen, Idre, Trysil et Engerdal. Outre les principaux marchés que sont la Norvège et la Suède, il est prévu d'attirer beaucoup plus de visiteurs en provenance du Danemark, de l'Angleterre, de l'Allemagne, des Pays-Bas et de la Russie.
Le nouvel aéroport se situe sur le site d'un petit aérodrome sportif existant à Mobergskölen, près de Rörbäcksnäs, à Malung-Sälen, 7 km de la frontière. Il est le premier aéroport nouveau en Suède depuis l'ouverture de Pajala en 1999. Les aéroports les plus proches de la région jusqu'à  sa construction sont l'aéroport local de Mora (113 km de Sälen / 168 km de Trysil) et le grand aéroport d'Oslo (213 km de Sälen / 171 km de Trysil).
La société aéroportuaire Scandinavia Mountains Airport AB appartient à des sociétés locales, telles que des propriétaires de stations de ski comme SkiStar AB et des sociétés de promotion du tourisme municipal des deux pays. En outre, en 2014, le gouvernement suédois a financé 250 millions de couronnes suédoises, de même que les comtés et les municipalités locaux. La construction a débuté en août 2017. La piste a été pavée en octobre 2018.

## Statistiques
Pour des raisons techniques, il est temporairement impossible d'afficher le graphique qui aurait dû être présenté ici.

Voir la requête brute et les sources sur Wikidata.

## Compagnies aériennes et destinations
| Compagnies                  | Destinations                                               |
| --------------------------- | ---------------------------------------------------------- |
| Braathens Regional Airlines | En saison : Ängelholm-Helsingborg, Malmö, Stockholm-Bromma |
| Lübeck Air                  | En saison : Lübeck                                         |
| Scandinavian Airlines       | En saison : Aalborg, Copenhague-Kastrup                    |
| Transavia                   | En saison Charter : Amsterdam, Groningue Eelde             |

Édité le 27/02/2023

## Transports terrestres
Des transferts en bus vers les stations de ski sont prévus en lien avec les vols. La distance au plus proche, Hundfjället sera de 10 km et la plus éloignée dans la région de Sälen, Kläppen, 45 km. La distance de la station de ski de Trysil (la plus grande dans la région) sera de 43 km et à la station de ski d'Idre 121 km.

## Galerie

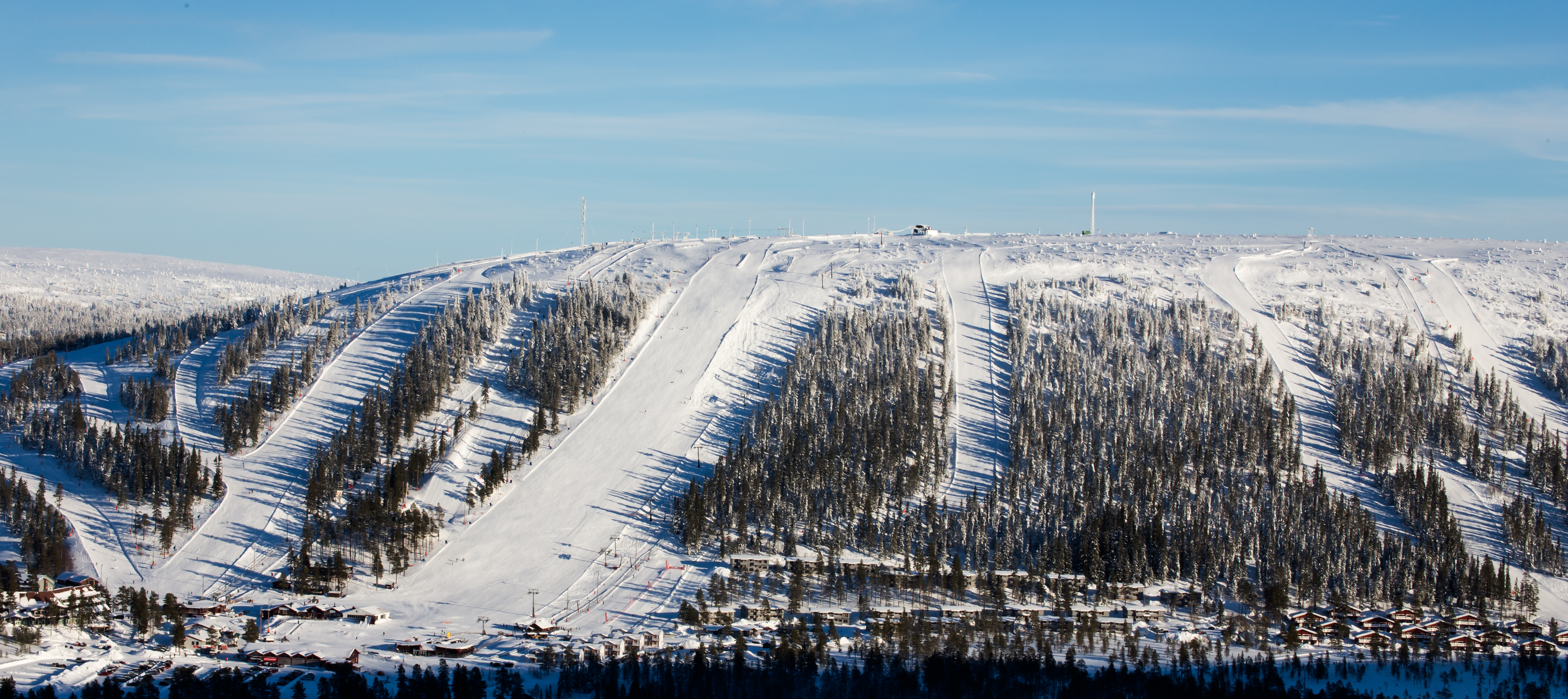
Pistes de ski de Tandådalen.
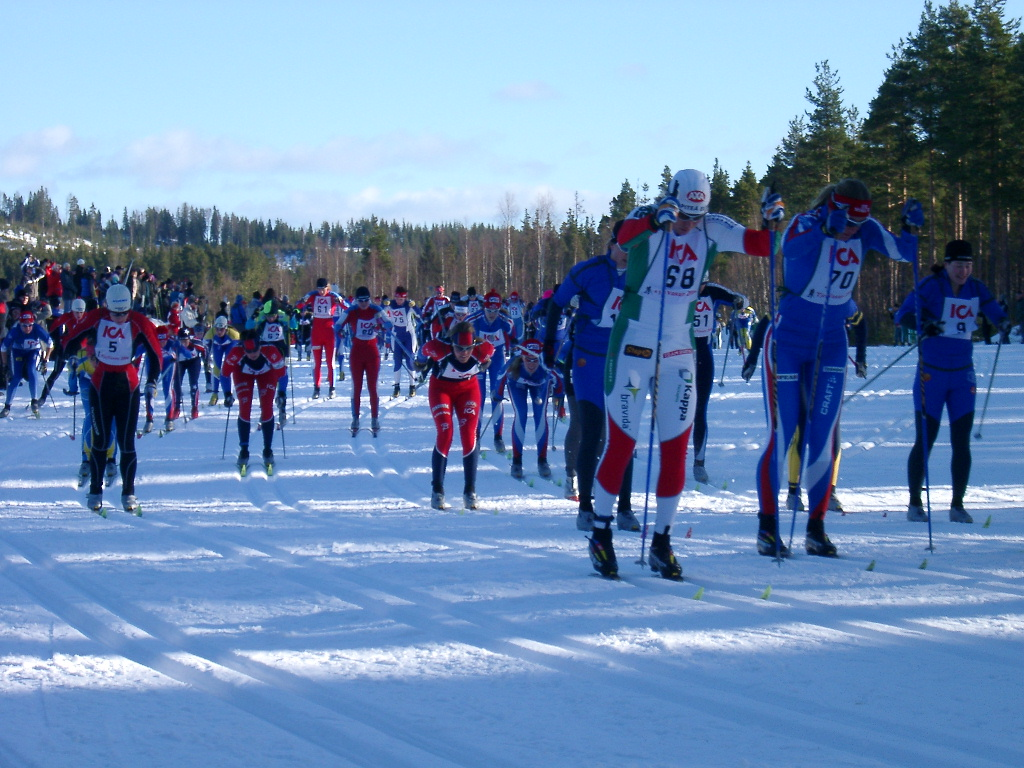
Vasaloppet (2006).
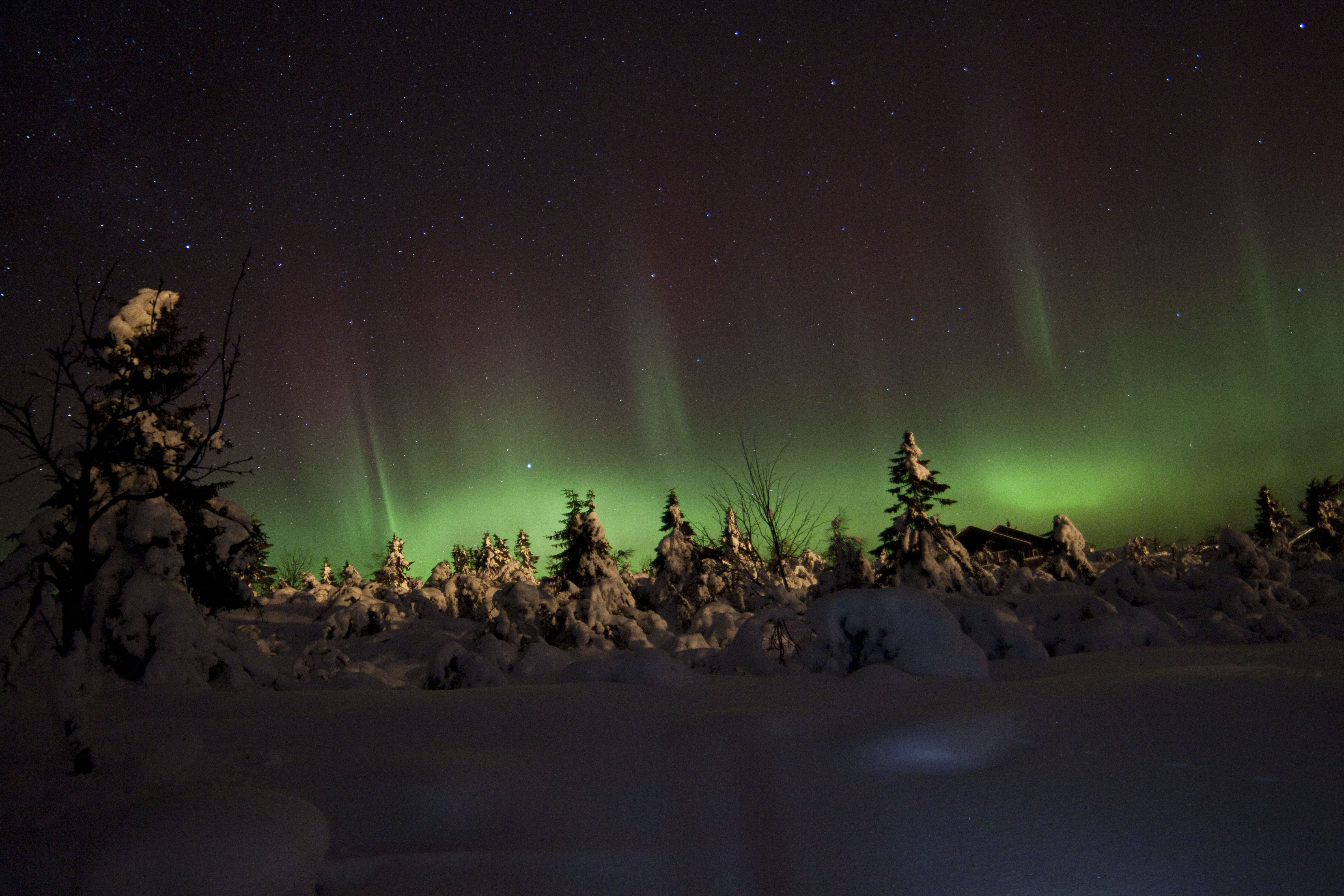
Aurora borealis à Trysil en Norvège.